# سونيا كريست
سونيا كريست (بالألمانية: Sonja Christ)‏ هي صحفية ألمانية، ولدت في 1 أكتوبر 1984 في Oberfell ‏ في ألمانيا.